# 神奈川県内大学間学術交流協定
神奈川県内大学間学術交流協定（かながわけんないだいがくかんがくじゅつ・こうりゅうきょうてい）は神奈川県に所在する大学間で、大学院における教育研究活動のより一層の充実を図ることを目的とした学術交流協定を指す。加盟大学の大学院の授業科目を履修すること、研究指導を受けること、共同研究に参加することができる。

## 参加大学
- 青山学院大学
- 麻布大学
- 神奈川大学
- 神奈川工科大学
- 関東学院大学
- 北里大学
- 相模女子大学
- 松蔭大学
- 湘南工科大学
- 情報セキュリティ大学院大学
- 専修大学
- 総合研究大学院大学
- 鶴見大学
- 桐蔭横浜大学
- 東海大学
- 東京科学大学
- 東京工芸大学
- 東京都市大学
- 日本大学
- 日本女子大学
- フェリス女学院大学
- 明治大学
- 横浜市立大学
- 横浜国立大学
- 文教大学
- 神奈川歯科大学